# Primera División de Reunión 2022
La Primera División de Reunión 2022 fue la 73.ª edición de la Primera División de Reunión. La temporada inició el 27 de marzo y terminó el 27 de noviembre.

## Formato
Con el regreso a 14 equipos, vuelve el formato de sistema de todos contra todos dos veces totalizando 26 partidos cada uno. Al término de la temporada el club con más puntos se coronará campeón y clasificará a la Liga de Campeones de la CAF 2023-24. Del otro los 3 últimos clasificados descenderán a la Segunda División de Reunión 2023 y 11.° jugará el play-off del descenso.

## Equipos participantes
- AF Saint-Louisien
- AS Capricorne
- AS Excelsior
- AS Marsouins
- AS Sainte-Suzanne (P)
- FC Parfin
- JS Saint-Pierroise
- La Tamponnaise (C)
- Saint-Denis FC
- Saint-Pauloise FC
- JS Sainte-Rosienne (*) (P)
- SS Jeanne d'Arc
- Trois Bassins FC
- US Sainte-Marienne

(*) Sainte-Rose FC cambia de nombre a JS Sainte-Rosienne.

## Desarrollo

### Clasificación
| Pos. | Equipo                 | Pts. | PJ | G  | E  | P  | GF | GC | Dif. | Clasificación 2022                            |
| ---- | ---------------------- | ---- | -- | -- | -- | -- | -- | -- | ---- | --------------------------------------------- |
| 1    | Saint-Denis FC (C)     | 91   | 26 | 21 | 2  | 3  | 73 | 18 | +55  | Campeón y Liga de Campeones de la CAF 2023-24 |
| 2    | JS Saint-Pierroise     | 75   | 25 | 15 | 5  | 5  | 42 | 13 | +29  |                                               |
| 3    | AS Excelsior           | 71   | 26 | 13 | 6  | 7  | 44 | 22 | +22  |                                               |
| 4    | La Tamponnaise         | 67   | 26 | 12 | 5  | 9  | 42 | 31 | +11  |                                               |
| 5    | SS Jeanne d'Arc        | 66   | 26 | 12 | 4  | 10 | 26 | 22 | +4   |                                               |
| 6    | US Sainte-Marienne     | 66   | 26 | 11 | 7  | 8  | 27 | 28 | −1   |                                               |
| 7    | AS Capricorne          | 65   | 26 | 12 | 3  | 11 | 24 | 25 | −1   |                                               |
| 8    | Saint-Pauloise FC      | 63   | 26 | 9  | 10 | 7  | 33 | 22 | +11  |                                               |
| 9    | Trois Bassins FC       | 63   | 26 | 11 | 4  | 11 | 33 | 35 | −2   |                                               |
| 10   | AF Saint-Louisien      | 58   | 26 | 8  | 8  | 10 | 21 | 32 | −11  |                                               |
| 11   | AS Sainte-Suzanne (O)  | 56   | 26 | 8  | 6  | 12 | 24 | 41 | −17  | Play-off por la permanencia                   |
| 12   | JS Sainte-Rosienne (D) | 51   | 26 | 6  | 7  | 13 | 34 | 47 | −13  | Descenso a Segunda División de Reunión 2023   |
| 13   | AS Marsouins (D)       | 40   | 26 | 3  | 5  | 18 | 22 | 44 | −22  | Descenso a Segunda División de Reunión 2023   |
| 14   | FC Parfin (D)          | 33   | 25 | 2  | 2  | 21 | 17 | 84 | −67  | Descenso a Segunda División de Reunión 2023   |

 Fuente: Ligue Reunionnaise de Football
Criterios de clasificación: Puntos · Enfrentamientos directos · Diferencia de goles · Goles a favor · Puntos fair-play · Play-off.

## Promoción y descenso
| Equipo 1          | Global | Equipo 2    | Ida   | Vuelta |
| ----------------- | ------ | ----------- | ----- | ------ |
| AS Sainte-Suzanne | 3 - 0  | AS Red Star | 2 - 0 | 1 - 0  |